# Ernst Troeltsch

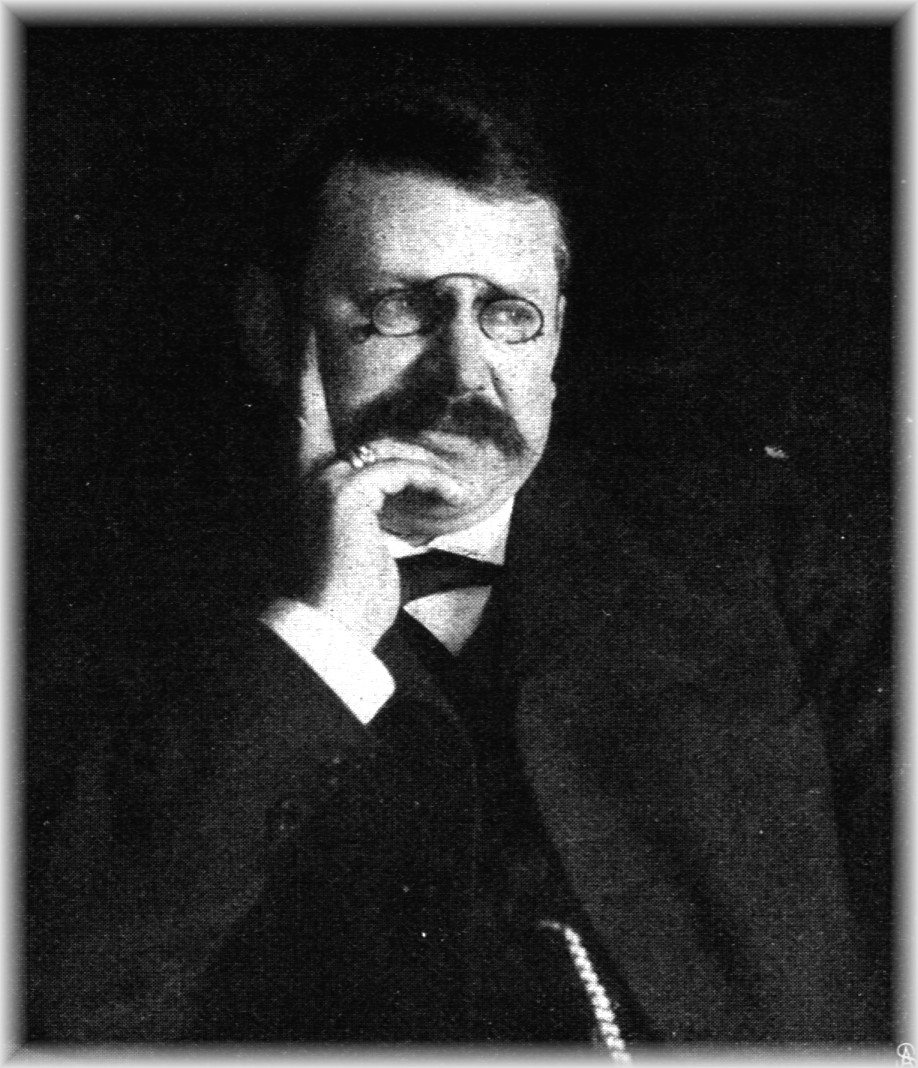
Ernst Troeltsch

Ernst Peter Wilhelm Troeltsch (* 17. Februar 1865 in Haunstetten; † 1. Februar 1923 in Berlin) war ein deutscher protestantischer Theologe, Kulturphilosoph und liberaler Politiker.

## Leben

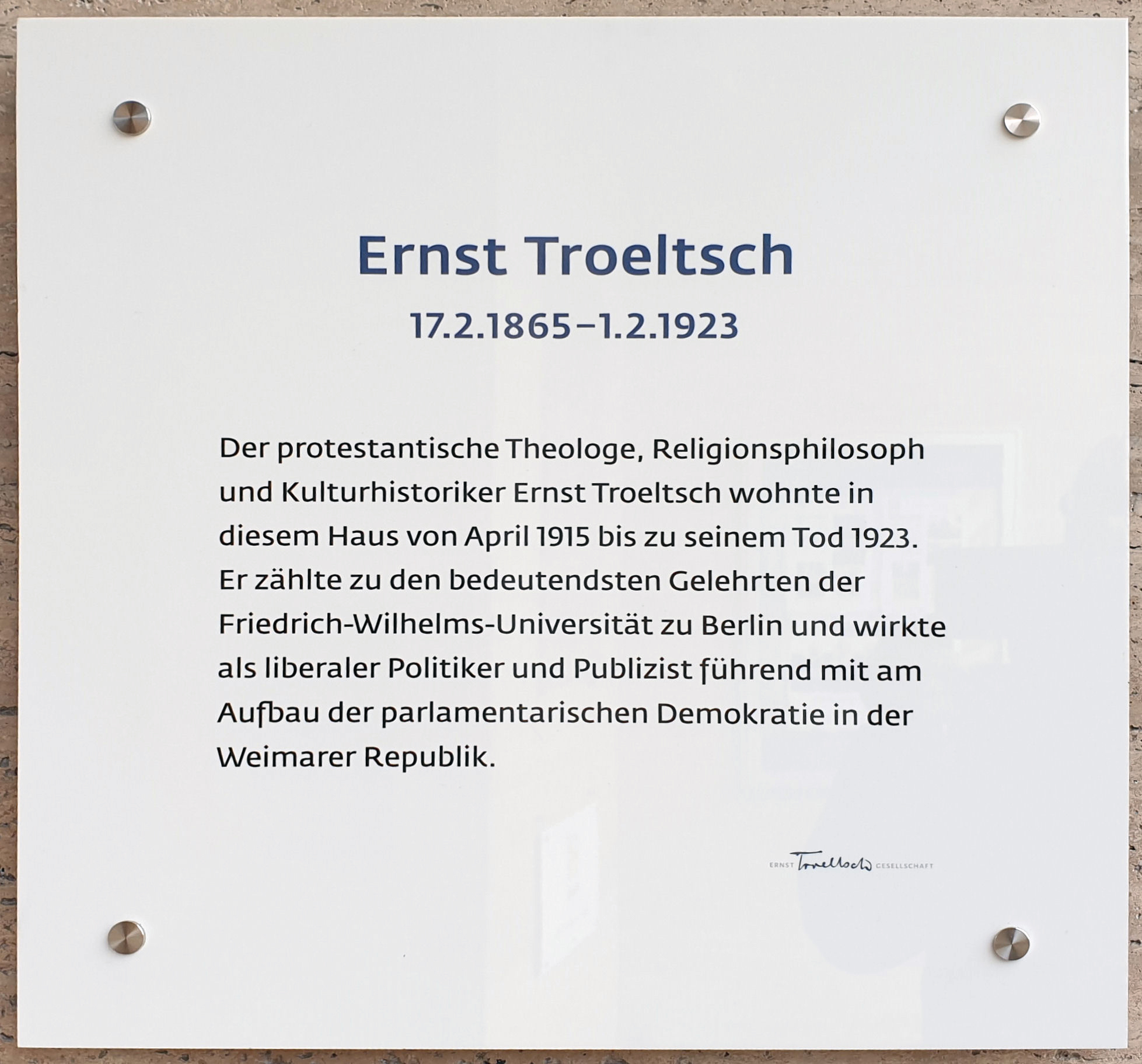
Gedenktafel am Haus, Theodor-Heuss-Platz 8, in Berlin-Westend

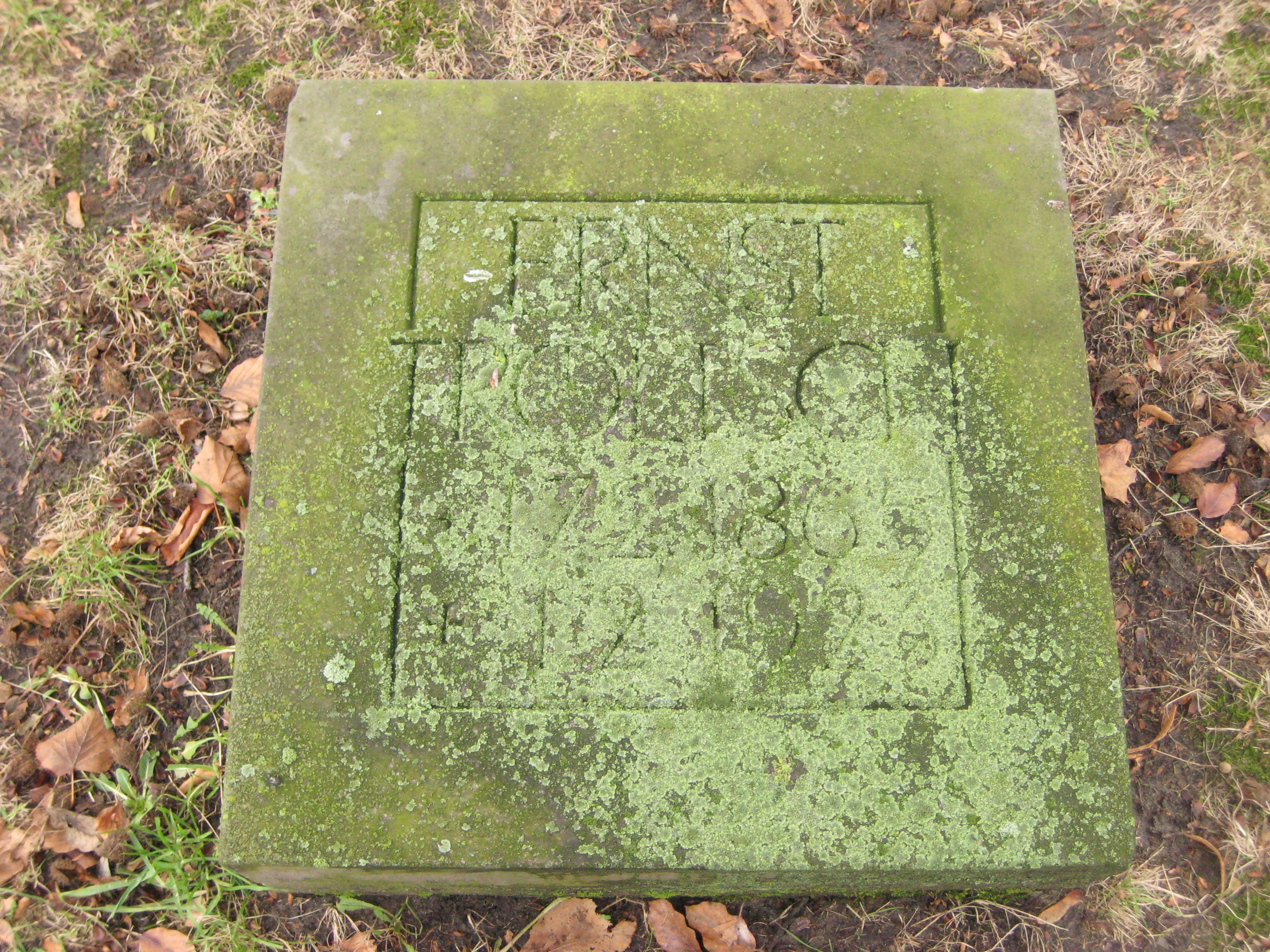
Grab auf dem Invalidenfriedhof in Berlin; Restitutionsstein von 1991

Troeltsch wurde am 17. Februar 1865 als ältester Sohn einer Arztfamilie in Haunstetten – heute ein Stadtteil von Augsburg – geboren. Er besuchte das Augsburger Gymnasium bei St. Anna, wo er sich als Klassenbester durch sehr gute schulische Leistungen hervortat. Er studierte an den Universitäten Augsburg, Erlangen, Berlin und Göttingen. Ebendort war er nach seiner Promotion im Jahr 1891 als Privatdozent tätig. In Erlangen trat er im Wintersemester 1884/85 der christlichen Studentenverbindung Uttenruthia bei, die zur Dachorganisation Schwarzburgbund (SB) gehörte.
1892 wurde Troeltsch ordentlicher Professor für Systematische Theologie an der Universität Bonn. 1894 wechselte er in gleicher Stellung an die Universität Heidelberg. Zu seinen Schülern in Heidelberg zählte Josef Hromádka. Von 1909 bis 1914 war er Abgeordneter der Universität in der Ersten Kammer der Badischen Ständeversammlung. 1912 erfolgte die Ernennung zum korrespondierenden Mitglied der Preußischen Akademie der Wissenschaften. Während der Heidelberger Jahre verband ihn eine enge Arbeitsgemeinschaft mit Max Weber. Seit 1915 hatte Troeltsch eine Professur für Religions-‚ Sozial- und Geschichts-Philosophie und christliche Religionsgeschichte an der Philosophischen Fakultät der Universität Berlin inne.
Im Ersten Weltkrieg gehörte Troeltsch zunächst zu den Verfechtern der Ideen von 1914. Im Jahr 1917 war Troeltsch maßgeblich an der Gründung des Volksbundes für Freiheit und Vaterland beteiligt, der ein Gegengewicht zur extremistischen Deutschen Vaterlandspartei bilden sollte. Von 1919 bis 1921 war er für die DDP Mitglied der Verfassunggebenden Preußischen Landesversammlung und zugleich neben Rudolf Wildermann Unterstaatssekretär bzw. ab dem 1. Juli 1920 parlamentarischer Staatssekretär im Preußischen Ministerium für Wissenschaft, Kunst und Volksbildung. Begraben wurde Troeltsch auf dem Invalidenfriedhof (Feld B) in Berlin; die Leichenpredigt hielt der Doyen der protestantischen Kirchengeschichte, Adolf von Harnack.

## Theologie
Ernst Troeltsch gilt als der Systematiker der Religionsgeschichtlichen Schule. Bedeutend sind in diesem Zusammenhang seine Arbeiten zu Wesen und Geltung des Christentums, zum Verhältnis von Historismus und Theologie sowie von Staat und Kirche. Große Wirkung erzielte eine 1902 (erneut 1912) erschienene Abhandlung unter dem Titel Die Absolutheit des Christentums und die Religionsgeschichte. Troeltschs Sorge galt der Zukunft der entscheidend durch das Christentum geprägten Kultur Europas und der Moderne, von denen er meinte, dass sie aufeinander angewiesen seien. Ihm ging es um die Bewahrung der Substanz des Christentums, die er aber mit der intellektuellen Form der Moderne versöhnen wollte.
In seinem Aufsatz Christentum und Religionsgeschichte aus dem Jahr 1897 reagiert Troeltsch zum einen auf die Infragestellungen christlicher Theologie durch Materialismus und Naturwissenschaft. Er stellt diesbezüglich fest, dass „der Geist eine aus der Natur unableitbare selbständige Kraft ist“, aus der „in Wechselwirkung mit den Anforderungen der sinnlichen Wirklichkeit“ die Geschichte entsteht. Damit schließt sich Troeltsch der entwicklungs- und ideengeschichtlichen Historiographie an. Da der Geist als eigenständig wirksame Kraft von der Natur kategorial unterschieden wird, gebe es keinen Widerspruch zwischen Naturwissenschaften und Religion.
Zum anderen antwortet Troeltsch auf die Herausforderungen, die sich durch die globale Religionsgeschichte für das Christentum ergeben. Durch die Entdeckung und Beschreibung anderer Religionen, insbesondere der indischen Religion, entstehe laut Troeltsch der Anschein, Religionen seien „nur auf- und niederbrausende Wellen […], endlos verschieden und ohne Bestand“. Diesem Anschein setzt Troeltsch die These entgegen, dass es in allen Religionen einen „Kern“ gebe, „ein nicht weiter zu analysierendes Erlebnis“. Dieses religiöse Erleben entstehe einerseits durch äußere (in Natur und Geschichte), andererseits durch innere Reize (im Gewissen und Herzen). Der Zentralgedanke aller Religionen bilde sich in ihrer Entwicklung heraus und sei nicht in einem „Abstraktum von Religion“, sondern nur in einer „besonders stark und rein ausgeprägten konkreten Religiosität“ zu finden. Religiöse Institutionen wie die Kirche spielen für Troeltsch, der das konfessionelle Christentum zu überwinden sucht, keine Rolle. Im Gegenteil: In allen Religionen lasse sich eine „Tendenz auf rein innerliche Allgemeingültigkeit“, auf „Vergeistigung, Verinnerlichung, Versittlichung und Individualisierung und […] Herausbildung eines immer tieferen Erlösungsglaubens“ beobachten. Die Verwirklichung dieser Grundgedanken geschehe jedoch in den verschiedenen Religionen auf unterschiedlichen Stufen. Allein im Christentum sei die Ablösung von der Natur hin zur Vergeistigung, die Ablösung alles Partikularen hin zur rein innerlichen Allgemeingültigkeit „historische Macht geworden“.
Nach Michael Bergunder lässt sich Troeltschs Aufsatz globalgeschichtlich in die Reihe von Reaktionen einordnen, mit denen Vertreter der Weltreligionen Buddhismus, (protestantisches) Christentum, Hinduismus und Islam ab Mitte des 19. Jahrhunderts auf die Herausforderungen des naturwissenschaftlichen Materialismus und der allgemeinen Religionsgeschichte antworten – zumeist, indem Religion allgemein über Kriterien der Innerlichkeit und Universalität definiert und die eigene Tradition im Gegenüber zu anderen als vollständige Erfüllung dieser Kriterien dargestellt wird. In diesem Rahmen nimmt Mathias Thurner eine Quellenanalyse vor, die die Verwobenheit der Überlegungen Troeltschs in jenem globalgeschichtlichen Diskurs ansatzweise belegen soll und Verflechtungen Troeltschs mit seinen Zeitgenossen Eduard von Hartmann, Alois Emanuel Biedermann, Hermann Oldenberg und Julius Wellhausen aufzeigt. Diese setzten sich ebenfalls mit den Herausforderungen der materialistischen Naturwissenschaften und dem positivistischen Historismus auseinander, was Bergunders Theorie bestätigt, dass Troeltschs theologische Anschauungen im globalen Diskurs der zweiten Hälfte des 19. Jahrhunderts zu verorten sind und sich nicht einfach, wie oft angenommen, kontinuierlich aus der europäischen Aufklärung (z. B. Schleiermacher, Herder) herausentwickelt haben. Der Ursprung des Denkens Troeltschs, der als ein Vater der liberalen Theologie gilt, hat seinen 'Ursprung' demnach nicht allein in Europa, sondern ist innerhalb eines globalen Diskurses entstanden.
Troeltsch fasste Religion als „eine innere Berührung mit der Gottheit“. Mit dieser Definition postulierte er das Christentum als höchste Religion, da „es allein unter allen Religionen die Tendenz auf Erlösung [vollendet], wie es im Zusammenhang damit allein die Tendenz auf rein innerliche Allgemeingültigkeit vollendet hat“.
Troeltsch vertrat die konsequente methodische Trennung von Exegese und Systematischer Theologie, die er mit unterschiedlichen Rationalitätsstandards beider Teilgebiete begründete. Er fordert eine religionsgeschichtliche Theologie unter Anerkennung der Konsequenzen der historischen Methoden.

## Wirkung
Für die Entwicklung der protestantischen Theologie im späten 20. Jahrhundert war die Anknüpfung an Troeltsch von besonderer Bedeutung. Sein Konzept einer sich selbst historisierenden Theologie bildet den Ausgangspunkt für unterschiedliche Modelle, das Verhältnis von Christentum und Moderne zu beschreiben. Absolutistische, auf einen autoritären Offenbarungsbegriff gegründete Standpunkte, wie sie in Deutschland noch lange nach 1945 in der Spätwirkung der Dialektischen und der Lutherischen Theologie (Paul Althaus, Werner Elert und andere) vertreten worden waren, lassen sich von Troeltschs Christentumstheorie aus nicht formulieren. Stattdessen geht es um eine Bestimmung der Rolle christlicher Religiosität in der Vielfalt der religiösen sowie nicht- und quasireligiösen Weltanschauungen schlechthin. Doch auch für die theologische Auffassung von Glaube und Frömmigkeit, für die Beziehung zwischen individueller und gemeinschaftlicher Religiosität (Kirche) und die Eigenart theologischer Reflexion selbst hat Troeltsch wichtige Beiträge geleistet.
Mit seinem zweibändigen Werk, Die Soziallehren der christlichen Kirchen und Gruppen (1911), hat Ernst Troeltsch an Max Webers Ausführungen zu den religiösen Sozialformen Kirche und Sekte anknüpfend einen wichtigen Beitrag zur frühen Religionssoziologie geliefert. Er gilt damit neben Weber und Georg Simmel zu den frühen Religionssoziologen im deutschen Sprachraum.
Der wissenschaftlichen Pflege des Werkes von Troeltsch widmet sich die Ernst-Troeltsch-Gesellschaft. Seit 1995 wird an der Universität München und der Bayerischen Akademie der Wissenschaften, der er seit 1914 als korrespondierendes Mitglied angehörte, an einer kritischen Gesamtausgabe seiner Werke gearbeitet.

## Ernst Troeltsch als Namensgeber
In Berlin gibt es an der Humboldt-Universität eine Ernst-Troeltsch-Honorarprofessur. In Augsburg-Haunstetten wurde die Dr.-Troeltsch-Straße nach ihm benannt.

## Gedenken
Am 24. Februar 2023 wurde an seinem ehemaligen Wohnort, Berlin-Westend, Theodor-Heuss-Platz 8, eine Gedenktafel enthüllt.

## Werke (Auswahl)
Einzelausgaben
- Die Bedeutung des Protestantismus für die Entstehung der modernen Welt. Schutterwald/Baden 1997, ISBN 3-928640-28-3.
- Atheismus, Theologie und Christentum. Drei Aufsätze. Schutterwald/Baden 2000, ISBN 3-928640-57-7.
- Luther und die moderne Welt. Schutterwald/Baden 2000, ISBN 3-928640-63-1.
- Protestantisches Christentum und Kirche in der Neuzeit. Teubner, Berlin 1906.
- Meine Bücher. In: Die deutsche Philosophie der Gegenwart. Bd. 2 (1921), S. 161–173.
- Vernunft und Offenbarung bei Johann Gerhard und Melanchthon. Huth, Göttingen 1891.
- Die Fehlgeburt einer Republik. Spektator in Berlin 1918 bis 1922, zusammengestellt und mit einem Nachwort versehen von Johann Hinrich Claussen, Eichborn, Frankfurt am Main 1994 (= Die Andere Bibliothek), ISBN 978-3-8218-4109-0.

Werkausgaben
- Hrsg. v. Gangolf Hübinger in Zusammenarbeit mit Nikolai Wehrs: Spectator-Briefe und Berliner Briefe 1919–1922. De Gruyter, Berlin/Boston (Massachusetts) 2015, ISBN 978-3-11-041151-5.
- Christian Albrecht, Friedrich Wilhelm Graf, Volker Drehsen, Gangolf Hübinger, Trutz Rendtorff (Hrsg.): Kritische Gesamtausgabe Ernst Troeltsch. 24 Bde. De Gruyter, Berlin 1998–2022, ISBN 3-11-015423-4.
- Friedemann Voigt (Hrsg.): Ernst Troeltsch Lesebuch. Ausgewählte Texte (= UTB. Bd. 2452). Mohr Siebeck, Tübingen 2003, ISBN 3-8252-2452-X.
- Gesammelte Schriften. Scientia, Aalen 1977 (Nachdruck der Ausgabe Tübingen 1922).
  - Bd. 1: Die Soziallehren der christlichen Kirchen und Gruppen. ISBN 3-511-06211-X.
  - Bd. 2: Zur religiösen Lage. Religionsphilosophie und Ethik. ISBN 3-511-06212-8.
  - Bd. 3: Der Historismus und seine Probleme. ISBN 3-511-06213-6.
  - Bd. 4: Aufsätze zur Geistesgeschichte und Religionssoziologie. ISBN 3-511-06214-4.